# Pano Lefkara
Lefkara (en griego: Λεύκαρα, en turco: Yukarı Lefkara) es un pueblo en la isla de Chipre famoso por sus encajes, conocidos como Lefkaritika (λευκαρίτικα) y por su artesanía de la plata. El pueblo toma su nombre del sílice y la piedra caliza blancos: Lefkara deriva de una combinación de las palabras griegas "Lefka" (λευκά, blanco) y "ori" (όρη, montañas, colinas).
Se encuentra en la ladera sur de las Montañas Troodos en el Distrito de Lárnaca de Chipre, en la carretera principal de Nicosia a Limasol. Cuenta con calles empedradas y una pintoresca arquitectura. El pueblo está dividido en dos áreas administrativas: Alto y Bajo Lefkara (Πάνω y Κάτω Λεύκαρα) con alrededor de 1.100 habitantes.
Una imagen común son los grupos de mujeres que se sientan en las estrechas calles del pueblo trabajando en sus finos bordados, como lo han hecho durante siglos. El pueblo también es conocido por sus cualificados orfebres que elaboran trabajos de fina filigrana y hay una pequeña fábrica de Delicias Turcas. Un museo del folklore muestra a los visitantes cómo era la vida en Chipre hace cien años. El museo está ubicado en una casa restaurada y exhibe el mobiliario y los efectos personales de una familia rica, trajes y ejemplos de los encajes de Lefkara.
Según una leyenda, Leonardo da Vinci visitó el pueblo en 1481 y compró una tela de encaje para el altar mayor de la Catedral de Milán. El estilo Lefkaritika probablemente fue importado a la aldea desde la antigua Asiria. Mucho más tarde, los venecianos lo copiaron y establecieron su propia industria del encaje en la isla de Burano. En 1889 se abrió una escuela local de encaje y Lefkara recuperó gran parte de su antiguo prestigio.

## Visión histórica

### Periodo Clásico hasta el fin del gobierno Otomano
Los restos arqueológicos neolíticos hallados en el pueblo son una prueba de que la región alrededor de Lefkara ha sido habitada ininterrumpidamente desde hace muchos siglos. El primer testimonio histórico de la existencia de Lefkara con su nombre actual se encuentra en el testamento de San Neófito, nacido en 1134 en la aldea de Kato Drys cerca de Lefkara, cuando Chipre era parte del Imperio Bizantino. La casa, que consta de una habitación individual donde San Neófito se reunió con la que iba a ser su esposa la noche antes de que él se escapara para convertirse en monje, sigue en pie. Aunque una casa nueva se ha construido a su alrededor, está ahora desocupada.
Durante el reinado franco y la etapa veneciana (1191-1571), Lefkara se convirtió en un feudo. En el siglo XVI fue la ciudad más grande de Chipre. De 1571 a 1878 Chipre fue ocupada por los turcos. La mayoría de las casas que se conservan hoy en el pueblo son de este período. Las fachadas de piedra desnuda con pocas aberturas, la distribución de las habitaciones alrededor de un patio interior y los techos planos de tierra apisonada son elementos típicos de la arquitectura de Lefkara hasta finales del siglo XIX.

### Gobierno británico e Independencia
En 1878 Chipre quedó bajo administración británica, después de la Convención Chipre y el Tratado de Berlín de ese año. A partir de principios del siglo XX, la comercialización de bordados locales vendidos en toda Europa desde el pueblo de Lefkara produjo cambios importantes. De este período son las casas de dos pisos con tiendas en sus plantas bajas, techos inclinados con tejas de cerámica y largos balcones que se extienden a lo largo de las fachadas principales cubiertos de yeso coloreado y decorados con elementos arquitectónicos de época neoclásica.
El periodo de entreguerras interrumpió la venta de bordados, la cual nunca se recuperó. La escasez de trabajo forzó a los habitantes a emigrar en masa y a mediados de la década de 1930 la mitad del pueblo quedó deshabitado.
En 1960, Chipre finalmente obtuvo su independencia. El turismo comenzó a desarrollarse en la década de 1970 y salvó a Lefkara de la ruina económica. Con su arquitectura tradicional todavía intacta, sus bordados y su orfebrería artesanal atrajo a los turistas.

## Conflictos sociales
El éxodo de la población de Lefkara en la década de 1930 hasta la década de 1970 dio como resultado el abandono de muchas de las viviendas del pueblo. El desarrollo del turismo ha tenido poco impacto en la arquitectura tradicional. El uso de nuevos materiales elegidos por razones de comodidad y moda han cambiado poco las fachadas y los interiores de las viviendas tradicionales. Hay un gran número de viviendas que se han mantenido intactas y ahora están cerradas y deshabitadas. Un ejemplo triste son las casas de los turcochipriotas de Lefkara, abandonadas a causa del enfrentamiento entre ambas comunidades. Estos abandonaron sus propiedades en 1964 debido al aumento de la violencia y no por la invasión turca de 1974. Sin embargo, en su mayor parte, la arquitectura tradicional de Lefkara se mantuvo intacta.

## Conservación y patrimonio arquitectónico

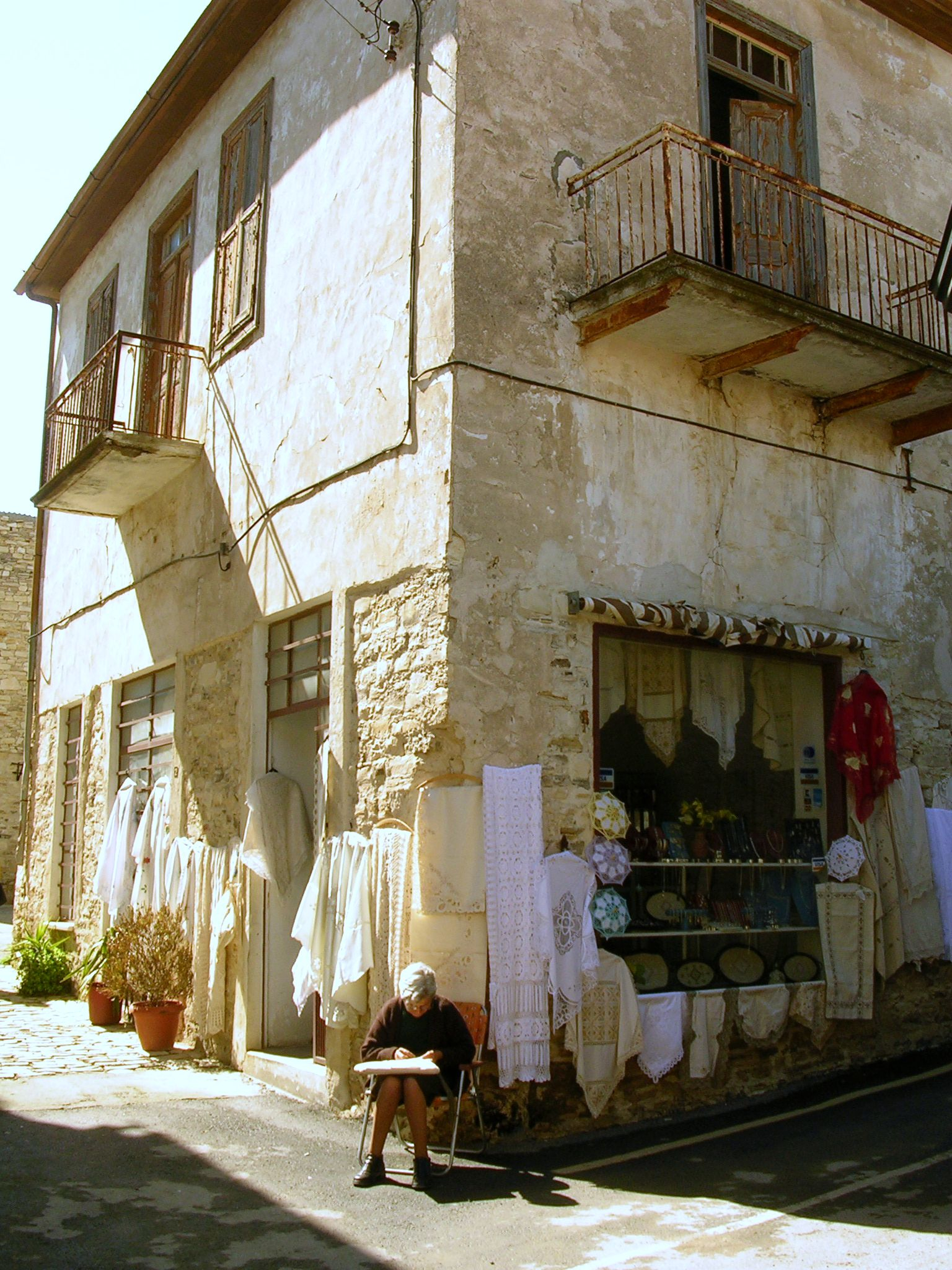
Tienda de bordados tradicionales

Numerosas casas tradicionales han sido clasificadas por el Departamento de Antigüedades y el Departamento de Vivienda y Urbanismo. Desde 1978, varios edificios han sido rehabilitados por este Departamento y muy especialmente la residencia Patsalos, que ha sido convertida en un museo local de bordados y orfebrería tradicional. Un decreto de rehabilitación emitido por el Departamento de Vivienda incluirá todos los edificios tradicionales pendientes de rehabilitar.

## Relaciones internacionales

### Ciudades hermanadas
Lefkara está hermanada con:
- Rafina, Grecia